# 誠心物流
誠心物流株式会社（せいしんぶつりゅう）は、福岡県宮若市宮田に本社を置く企業である。貨物運送事業のほか、「ゆめりあバス」のブランド名で福岡県飯塚市を拠点にバス事業を行っている。そのほか旅行業、社会福祉施設の運営事業も行う。

## 概要
1970年3月に創業し、1995年3月1日に現社名へ変更。貨物運送事業では、長距離輸送、地場輸送、専属輸送事業を営んでいる。
2010年に観光事業部を開設し、バス部門として「ゆめりあバス」のブランド名で運行開始。同年に旅行業部門として「トリプル・エー・ツアーズ」のブランド名で営業開始した。飯塚市コミュニティバスのほか、宮若市のコミュニティバスを運行受託している。2014年までは鞍手町のコミュニティバスも受託していた。
2015年からは社会福祉事業に参入し、「ウェルフェアドリーム」のブランド名で放課後等デイサービス・相談支援事業を開始した。

### 事業所
- 本社：福岡県宮若市宮田1454-3
- バイパス営業所：福岡県飯塚市勢田2593-36

## 沿革
- 1970年3月 - 創業。
- 1995年3月1日 - 誠心物流株式会社へ社名変更。
- 2002年2月 - 関連会社として、筑豊中小経営事業協同組合を設立。
- 2004年11月 - バイパス営業所を開設、物流センターとして営業開始。
- 2010年 - 観光事業部を開設。
  - 3月 - 観光事業部、バス部門として「ゆめりあバス」を運行開始。
  - 4月 - 観光事業部、旅行業部門として「トリプル・エー・ツアーズ」の運営を開始。
- 2011年6月20日 - 買い物バス「宮若無料ぐるぐるバス」を運行開始。
- 2014年9月30日 - 鞍手町コミュニティバスの運行受託を終了。西鉄バス筑豊へ移管。
- 2015年4月1日 - 社会福祉事業部を設立。放課後等デイサービス・相談支援事業として「ウェルフェアドリーム」の運営を開始。

## バス事業
「ゆめりあバス」のブランド名で、福岡県飯塚市に拠点を置き、貸切バス及び乗合バス事業を営んでいる。

### 乗合バス
現行路線
- 飯塚市コミュニティバス - 頴田・飯塚線、筑穂・飯塚線
- 宮若市乗合バス - 笠松線、宮若・飯塚線

過去の路線
- 鞍手町コミュニティバス - 撤退し西鉄バス筑豊へ移管。西鉄バス筑豊とMGタクシーによる運行となった。

### 送迎バスなど
- 宮若無料ぐるぐるバス
  - 宮若市内で運行。「買い物弱者」を主な対象として、市内の団地やスーパーなどおよそ20キロの区間を所要時間58分で循環運行する。市内企業・事業所などの協賛金で運行し、赤字額は自社で負担する。正式には貸切運行扱い（送迎バスの一種）だが、誰でも乗車可能である[2]。土日祝日や盆・正月は運休。
- イオン穂波ショッピングセンター無料シャトルバス
  - イオン穂波ショッピングセンターと飯塚市中心部を結ぶ無料送迎バス。
- 九州工業大学スクールバス
  - 九州工業大学飯塚キャンパスと飯塚バスターミナル・新飯塚駅を結ぶスクールバス。大学関係者でなくても乗車できるが、有料で専用利用券を購入する必要がある、1回利用券は100円、1か月利用券は2,400円。1回利用券は飯塚バスターミナル前の回春堂薬局、新飯塚駅西口に併設されているファミリーマートJR新飯塚駅店、九州工業大学生協内で販売される。通常は平日のみ運行、土日祝日は運休。大学の長期休暇期間中は減便して運行される。大学での行事開催日には、土日祝日も運行し無料で乗車できる。

### 貸切バス
一般貸切バス事業を行っている。かつては大手旅行会社が主催する都市間ツアーバスの運行を受託していたが、2013年7月31日に新高速乗合バス制度の開始により撤退した。

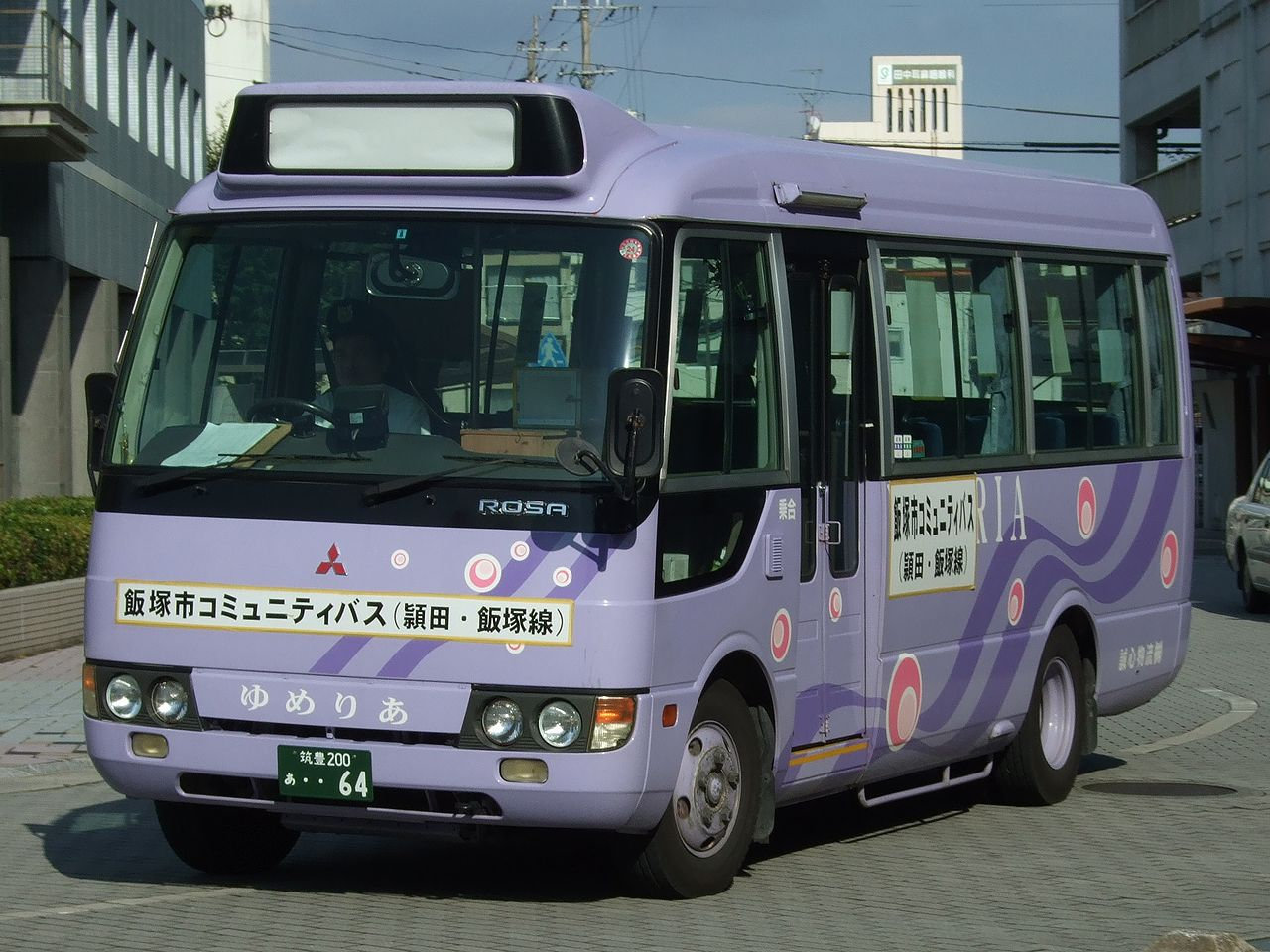
飯塚市コミュニティバス
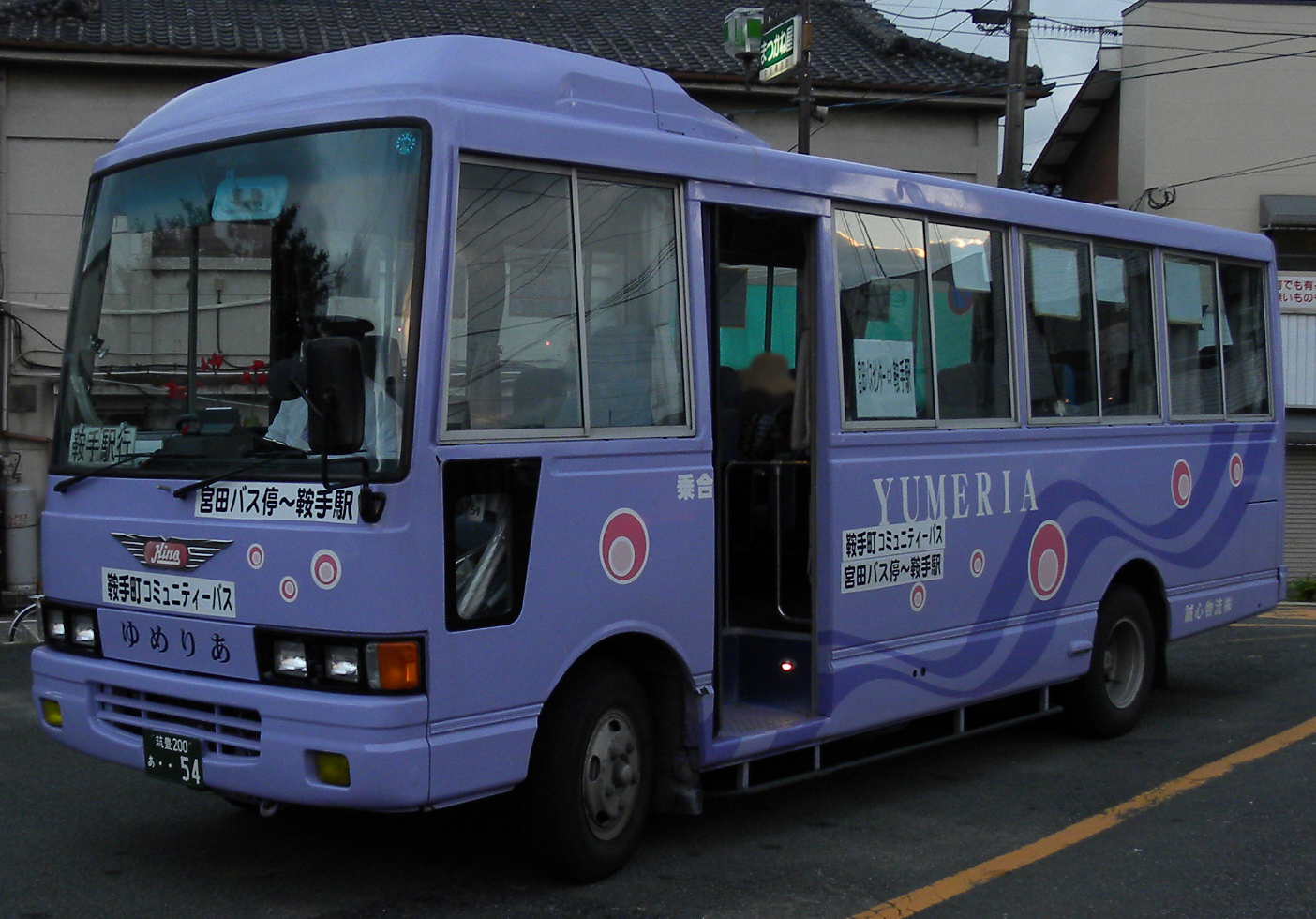
鞍手町コミュニティバスで使用していた車両
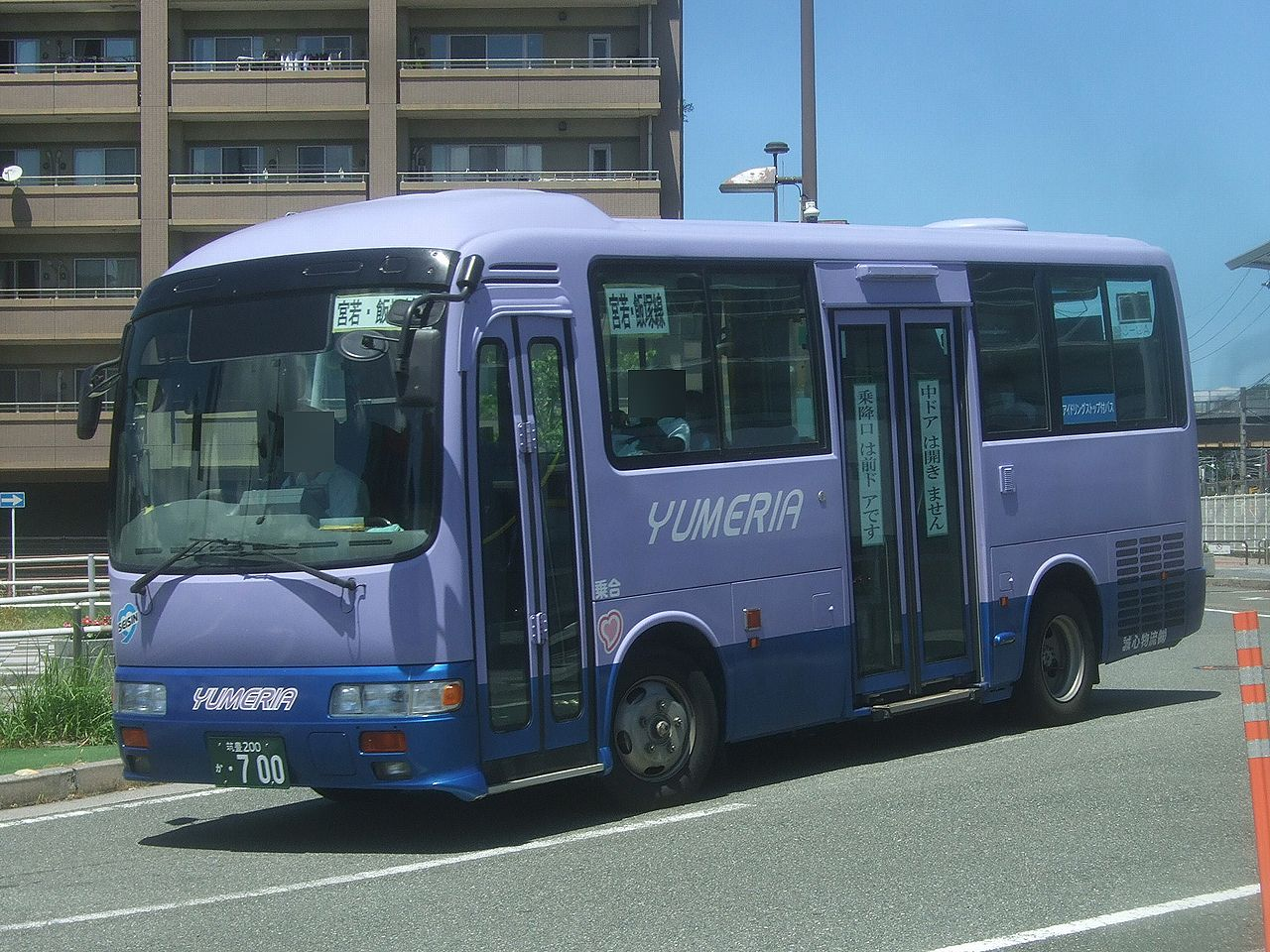
コミュニティバス宮若・飯塚線
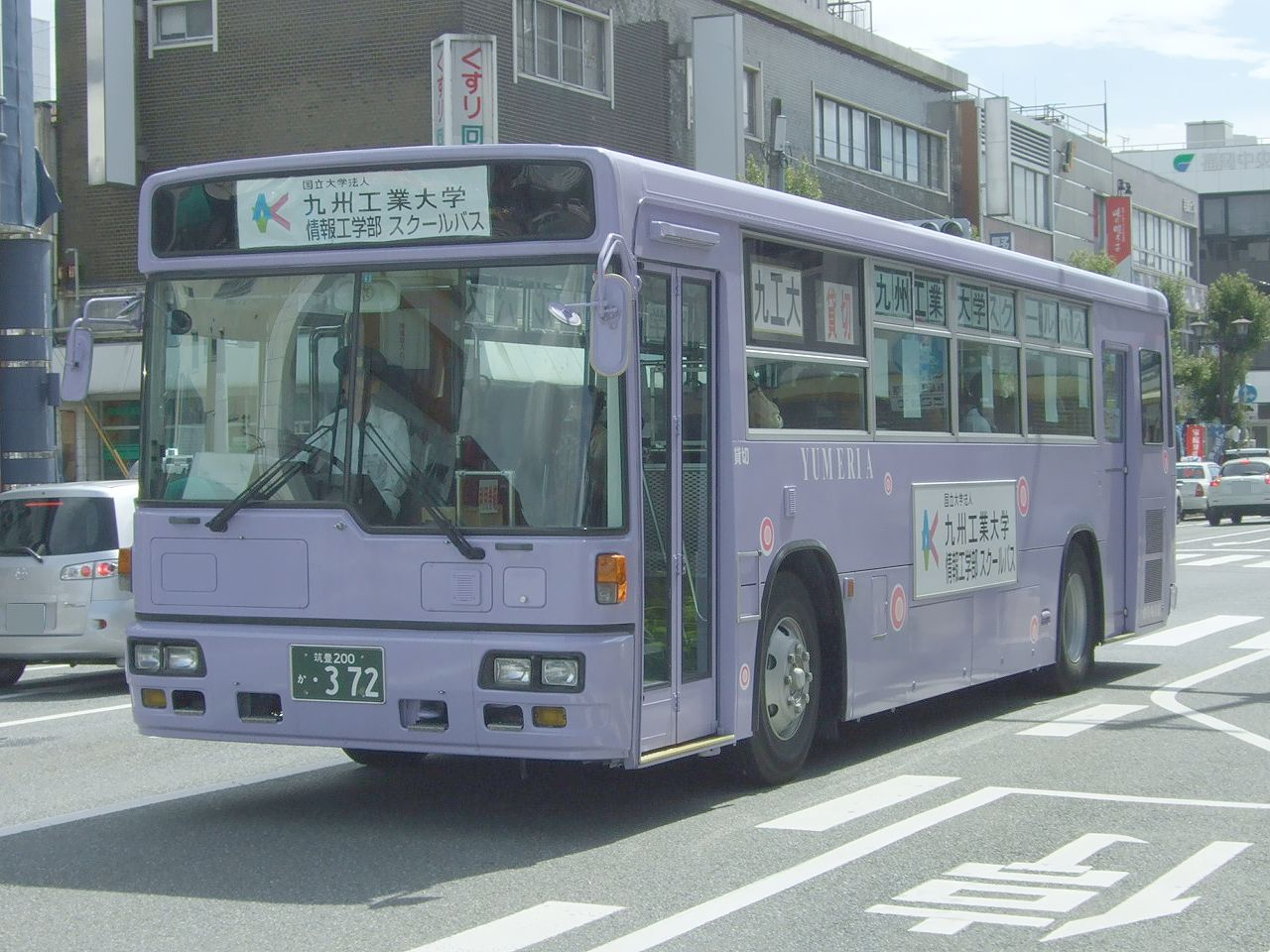
九州工業大学スクールバス
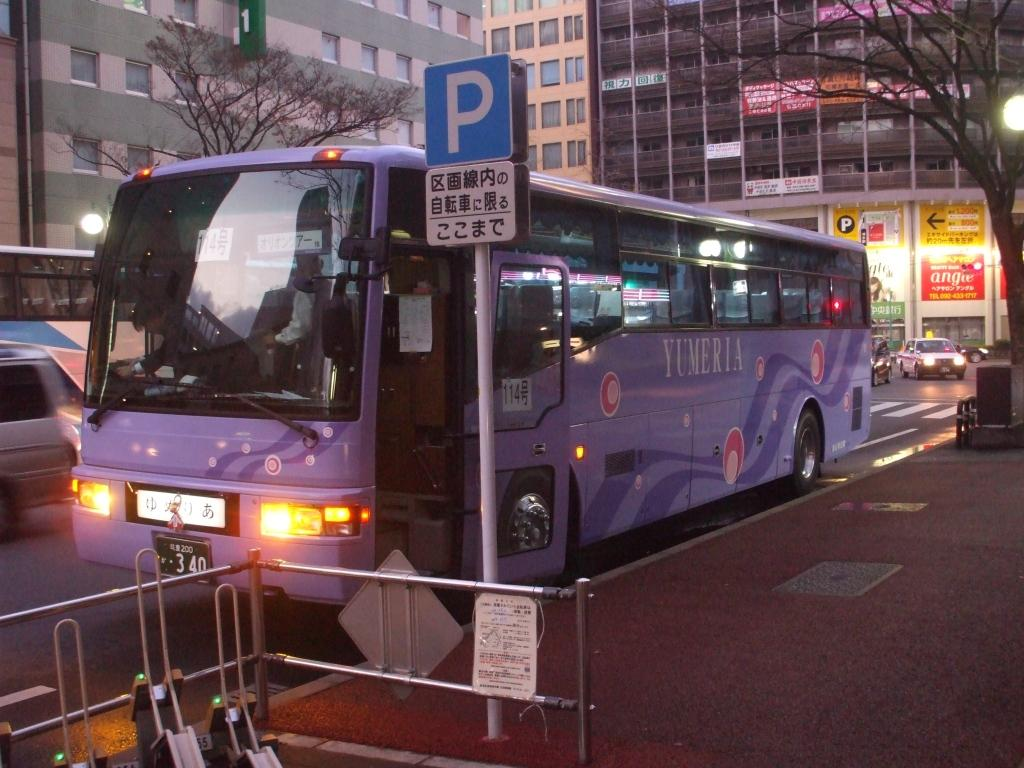
高速ツアーバス「オリオンバス」 オリオンツアーの主催で福岡 - 東京間を運行していた